# Alfredo Mazzone
Alfredo Mazzone (* 1921 in Vizzini; † 14. Januar 1989 in Catania) war ein italienischer Dramaturg und Regisseur.
Mazzone erlangte 1972 einige Bekanntheit, als er mit Reppresentazioni verghiane die Werke Giovanni Vergas unter freiem Himmel aufführte; das erste so produzierte Stück war L'amante di Gramignia. Bis 1987 war er in dieser Funktion tätig und brachte mit seinen Inszenierungen die Grenzen zwischen Darstellern und Publikum zum Verschwimmen und Verschwinden. Unter seiner Leitung spielten u. a. Arnoldo Foà, Regina Bianchi, Turi Ferrio und Orso Maria Guerrini.
1974 inszenierte er für das Kino den kaum gezeigten Quando la carne urla.

## Filmografie
- 1974: Quando la carne urla[3]